# Ioké
Dans la mythologie grecque, Ioké ou Iocée ((en grec ancien Ἰωκή / Iōkḗ) était la personnification de l'assaut, du tumulte des batailles et de la poursuite au combat. Ioké était similaire à Proioxis avec laquelle elle se confond peut-être.

## Étymologie
Le mot en grec ancien ἰωκή est un doublet rare pour διωκή "déroute, poursuite" du verbe commun διώκω "conduire, poursuivre, chasser".

## Mythologie
Dans l'Iliade, Ioké est un des daimôns représentés sous l'égide d'Athéna aux côtés de Alcé, Éris et Phobos